# Palicourea crocea
Palicourea crocea är en måreväxtart som först beskrevs av Olof Swartz, och fick sitt nu gällande namn av Schult.. Palicourea crocea ingår i släktet Palicourea och familjen måreväxter. Inga underarter finns listade i Catalogue of Life.